# مهردار
مهردار هي قرية في مقاطعة هشترود، إيران. عدد سكان هذه القرية هو 306 في سنة 2006.